# Samuel Dennis
Pour les articles homonymes, voir Dennis.
Samuel Dennis, né le 26 mars 1870 à Melbourne et mort le 28 janvier 1945, est un homme politique australien.

## Biographie
Samuel Dennis étudie dans les écoles publiques avant de devenir entrepreneur et chef d'entreprise. Il siège au Northcote Council pendant 36 ans avant d'être élu à la Chambre des représentants d'Australie en 1931 en tant que membre du parti United Australia pour la circonscription de Batman. Samuel Dennis bat le membre travailliste Frank Brennan cette année-là. Cependant, la circonscription de Batman est par nature un siège travailliste, et Brennan bat Dennis en 1934. Samuel Dennis devient un homme d'affaires après avoir quitté la politique et il meurt en 1945. 